# High and Mighty
《High and Mighty》는 1976년 5월 18일, 영국의 브론즈 레코드와 미국의 워너 브라더스 레코드가 발매한 영국의 하드 록 밴드 유라이어 힙의 아홉 번째 스튜디오 음반이다. 《High and Mighty》는 보컬리스트이자 창립 멤버인 데이비드 바이런과 베이시스트 존 웨튼이 참여한 마지막 음반이다.

## 배경
존 웨튼과 켄 헨슬리는 싱글 〈One Way or Another〉에서 보컬 역할을 분담했다.
오리지널 바이닐 발매는 싱글 슬리브였고, 가사는 내부 라이너에 재현되었다.
이 음반은 1997년 캐슬 커뮤니케이션스에 의해 두 개의 보너스 트랙과 함께 리마스터드되고 재발매되었으며, 2004년 다시 확장 디럭스 에디션으로 재발매되었다.

## 평가
| 전문가 평가                      | 전문가 평가 |
| 평가 점수                        | 평가 점수   |
| 출처                             | 점수        |
| -------------------------------- | ----------- |
| AllMusic                         | [ 1 ]       |
| Collector's Guide to Heavy Metal | 4/10        |

이 음반은 스타일적으로 그들의 초기 프로그레시브 록 정맥에서 더 주류 영역으로 전환되었고, 그룹의 특징적인 장황한 작곡과 환상적인 주제가 부족했기 때문에 좋은 평가를 받지 못했다. 도널드 A. 과리스코는 회고적 올뮤직 리뷰에서 "몇 곡들은 밴드가 하드 록 스타일을 보완하지 않는 방식으로 팝 요소를 추근대는 것을 발견한다"고 말했다. 그는 《High and Mighty》가 "그룹의 오래된 화력의 섬광을 보여주지만, 집중되지 않은 실험과 고르지 못한 작곡의 조합에 의해 궁극적으로 침몰한다"고 덧붙였다. 마틴 포포프는 이 음반을 "여성스럽고, 비논리적이고, 지나치게 부풀어올라, 지푸라기라도 잡는다"고 평하며, 〈One Way or Another〉라는 곡만 "약속"으로, 나머지는 "밴드의 깜박이는 재능"을 낭비하는 것이라고 언급했다.

## 곡 목록
모든 곡들은 특별한 언급이 없는 한 켄 헨슬리에 의해 작사/작곡하였다.
| #  | 제목                   | 작사·작곡       | 재생 시간 |
| -- | ---------------------- | --------------- | --------- |
| 1. | 〈One Way or Another〉 |                 | 4:37      |
| 2. | 〈Weep in Silence〉    | 헨슬리, 존 웨튼 | 5:09      |
| 3. | 〈Misty Eyes〉         |                 | 4:15      |
| 4. | 〈Midnight〉           |                 | 5:40      |

| #   | 제목                            | 작사·작곡    | 재생 시간 |
| --- | ------------------------------- | ------------ | --------- |
| 5.  | 〈Can't Keep a Good Band Down〉 |              | 3:40      |
| 6.  | 〈Woman of the World〉          |              | 3:10      |
| 7.  | 〈Footprints in the Snow〉      | 헨슬리, 웨튼 | 3:56      |
| 8.  | 〈Can't Stop Singing〉          |              | 3:15      |
| 9.  | 〈Make a Little Love〉          |              | 3:24      |
| 10. | 〈Confession〉                  |              | 2:14      |